# Cerrillos (Uruguay)
Cerrillos ist eine Stadt in Uruguay.

## Geographie
Sie befindet sich im Westen des Departamento Canelones in dessen Sektor 3. Sie liegt jeweils einige Kilometer südlich von Aguas Corrientes und Santa Lucía und südwestlich der Departamento-Hauptstadt Canelones. Im Stadtgebiet befinden sich die Quellen des Arroyo Durán und des Arroyo del Juncal, beides Nebenflüsse des Río Santa Lucía.

## Geschichte
Cerrillos wurde am 3. August 1896 gegründet. Durch gesetzlichen Erlass (Ley 3.188) vom 5. Juli 1907 wurde dieser Schritt auch offiziell vollzogen und es erfolgte die Einstufung als „Pueblo“. Am 23. Oktober 1958 folgte sodann mit dem Gesetz Nr. 12.581 die Höherstufung in die Kategorie „Villa“, bevor schließlich am 20. Juli 1971 Cerrillos zur „Ciudad“ erklärt wurde.

## Infrastruktur

### Bildung
Cerrillos verfügt mit dem 1968 gegründeten Liceo de Los Cerrillos über eine weiterführende Schule (Liceo).

### Verkehr
Durch Cerrillos führt die Ruta 36.

## Einwohner
Die Einwohnerzahl von Cerrillos beträgt 2.508 (Stand: 2011).
| Jahr | Einwohner        |
| ---- | ---------------- |
| 1908 | 5.010            |
| 1963 | 1.221 bzw. 1.185 |
| 1975 | 1.601            |
| 1985 | 1.763            |
| 1996 | 1.916            |
| 2004 | 2.080            |
| 2011 | 2.508            |

Quelle, sofern nicht anders gekennzeichnet:

## Stadtverwaltung
Bürgermeisterin (Alcalde) von Cerrillos ist Rosa Imoda (Partido Nacional).

## Söhne und Töchter der Stadt
- Wilmar Cabrera (* 1959), Fußballspieler